# Рождественское муниципальное образование
Рождественское муниципальное образование — муниципальное образование со статусом сельского поселения в 
Тайшетском районе Иркутской области России. Административный центр — поселок Рождественка.

## Демография
По результатам Всероссийской переписи населения 2010 года 
численность населения муниципального образования составила 495 человек, в том числе 242 мужчины и 253 женщины.

## Населённые пункты
В состав муниципального образования входят населённые пункты
- Рождественка
- Покровка